# Comuna Kmîtiv, Korostîșiv
Kmîtiv (în ucraineană Кмитівська сільська рада) este o comună în raionul Korostîșiv, regiunea Jîtomîr, Ucraina, formată din satele Kmîtiv (reședința), Mali Koșarîșcea și Velîki Koșarîșcea.

## Demografie
Componența lingvistică a comunei Kmîtiv
     Ucraineană (63,71%)
     Rusă (36,21%)
Conform recensământului din 2001, majoritatea populației comunei Kmîtiv era vorbitoare de ucraineană (63,71%), existând în minoritate și vorbitori de rusă (36,21%).